# Guru Josh
Paul Walden (Jersey, 6 juni 1964 – Ibiza, 28 december 2015), beter bekend als Guru Josh, was een Brits danceproducer.

## Levensloop
Walden begon zijn carrière als entertainer in nachtclub 'The Sands' in Jersey als keyboardspeler. Als pseudoniem gebruikte hij toen de namen 'Syndrone' en 'Animal'.
Onder de naam 'Guru Josh' bracht hij in 1990 zijn debuutsingle Infinity (1990's...Time for the Guru) uit. De single werd Alarmschijf bij Veronica op Radio 3 en haalde de derde plaats in de Nederlandse Top 40. Op de saxofoon is Mad Mick te horen. Zijn volgende single Whose law (Is it anyway?) bleef in de Tipparade steken.
Hierna bleef het op hitparadegebied stil tot het jaar 2008. Samen met de Ier Darren Bailie en de Zweed Anders Nyman vormde hij het 'Guru Josh Project'. Met de remix gemaakt door de Duitse dj Klaas Gerling, beter bekend als DJ Klaas, werd de single Infinity 2008 een nummer 2-hit in de Nederlandse Top 40 en zelfs nummer 1 in de Single Top 100 in Nederland en Ultratop 50 in Vlaanderen.
Hij woonde en werkte op party-eiland Ibiza en overleed daar plotseling op 51-jarige leeftijd. Later werd bekend dat Guru Josh zelf een einde aan zijn leven maakte.

## Discografie

### Albums
| Album met eventuele hitnotering(en) in de Nederlandse Album Top 100 | Datum van verschijnen | Datum van binnenkomst | Hoogste positie | Aantal weken | Opmerkingen |
| ------------------------------------------------------------------- | --------------------- | --------------------- | --------------- | ------------ | ----------- |
| Infinity                                                            | 1990                  | -                     |                 |              |             |

### Singles
| Single met eventuele hitnotering(en) in de Nederlandse Top 40 | Datum van verschijnen | Datum van binnenkomst | Hoogste positie | Aantal weken | Opmerkingen                                        |
| ------------------------------------------------------------- | --------------------- | --------------------- | --------------- | ------------ | -------------------------------------------------- |
| Infinity (1990's...Time for the Guru)                         | 1990                  | 24-03-1990            | 3               | 12           | Nr. 3 in de single top 100 / Alarmschijf           |
| Whose law (Is it anyway?)                                     | 1990                  | 23-06-1990            | tip2            | -            | Nr. 30 in de single top 100                        |
| Infinity 2008                                                 | 2008                  | 06-09-2008            | 2               | 24           | als Guru Josh Project / Nr. 1 in de single top 100 |

| Single met hitnotering(en) in de Vlaamse Ultratop 50 | Datum van verschijnen | Datum van binnenkomst | Hoogste positie | Aantal weken | Opmerkingen                  |
| ---------------------------------------------------- | --------------------- | --------------------- | --------------- | ------------ | ---------------------------- |
| Infinity 2008                                        | 2008                  | 11-10-2008            | 1(6wk)          | 23           | als Guru Josh Project / Goud |
| Let Me Know (infinity)                               | 2009                  | 13-06-2009            | tip8*           |              |                              |